# 芒特馬里昂 (紐約州)
芒特馬里昂（英語：Mount Marion）是位於美國紐約州阿爾斯特縣的非建制地區。

## 歷史
芒特馬里昂的郵局自1906年營運至今。

## 地理
芒特馬里昂所處的海拔為高於海平面53米（即174英呎），而該地所採用的時區為UTC-5，即北美东部时区（EST）。同時該地設有夏令時間，為UTC-5調快一小時，即UTC-4（EDT）。